# 孙樾
孫樾（1997年1月29日—），原名孫越，出生於陕西省西安市，中國短劇男演員，畢業於浙江传媒学院表演系，以演出霸道總裁角色所為人認識。